# Sazoué
Sazoué ist ein Arrondissement im Departement Mono im westafrikanischen Staat Benin. Es ist eine Verwaltungseinheit, die der Gerichtsbarkeit der Kommune Grand-Popo untersteht.

## Demografie und Verwaltung
Gemäß der Volkszählung 2013 des beninischen Statistikamtes INSAE hatte das Arrondissement 4445 Einwohner, davon waren 2249 männlich und 2196 weiblich.
Von den 60 Dörfern und Quartieren der Kommune Grand-Popo entfallen sieben auf Sazoué:
1. Adankpé
2. Adjigo
3. Awamè
4. Bathoto
5. Gnito
6. Sazué
7. Vodomey